# Titularbistum Fuerteventura
Fuerteventura ist ein Titularbistum der römisch-katholischen Kirche.
Es geht zurück auf einen früheren Bischofssitz auf der kanarischen Insel Fuerteventura in Spanien. Der Bischofssitz gehörte der Kirchenprovinz Sevilla an.
| Titularbischöfe von Fuerteventura |                                  |                                                    |                  |                  |
| Nr.                               | Name                             | Amt                                                | von              | bis              |
| 1                                 | Aloysius Ferdinandus Zichem CSsR | Weihbischof in Paramaribo (Niederländisch-Guayana) | 2. Oktober 1969  | 30. August 1971  |
| 2                                 | Plácido Rodríguez CMF            | Weihbischof in Chicago (USA)                       | 18. Oktober 1983 | 5. April 1994    |
| 3                                 | George Vance Murry SJ            | Weihbischof in Chicago (USA)                       | 24. Januar 1995  | 5. Mai 1998      |
| 4                                 | Luis Quinteiro Fiuza             | Weihbischof in Santiago de Compostela (Spanien)    | 23. April 1999   | 3. August 2002   |
| 5                                 | Prudencio Padilla Andaya CICM    | Apostolischer Vikar von Tabuk (Philippinen)        | 16. April 2003   | 8. Dezember 2024 |